# 小行星5242
小行星5242 （1991 BO，建礼门院）是一颗主小行星带小行星，由伊野田繁与浦田武在烏山町（现那须乌山市）发现。

## 命名
小行星5242以平安时代末期高仓天皇的中宫、安德天皇的生母建礼门院命名。与建礼门院相关的得到小行星命名的人物有：
- (4375) 清盛：父
- (4959) 二位尼：母
- (3585) 后白河：義父
- (5578) 高倉：夫
- (3686) 安徳：子
- (5565) 右京大夫：女官